# Ecclesia in Europa
Ecclesia in Europa (em inglês:  The Church in Europe) é uma exortação apostólica pós-sinodal escrita pelo Papa João Paulo II, publicada em 28 de junho de 2003. A exortação dá sequência à Assembleia Especial para a Europa do Sínodo dos Bispos, que se reuniu de 1 a 23 de outubro de 1999 Ele se dirige à Igreja na Europa.
O documento foi organizado com base no tema da esperança. Seus textos bíblicos básicos foram retirados do Livro do Apocalipse.
Ecclesia in Europa reconheceu com franqueza que a Europa estava prestes a se tornar um continente pós-cristão, em que o Evangelho agora deve levar sua “mensagem de esperança a uma Europa que parece ter perdido de vista”.

## Sínodos continentais em preparação para o Grande Jubileu de 2000
Como parte da preparação para o Grande Jubileu do Ano 2000, o Papa João Paulo II convocou cinco sínodos especiais de bispos para considerar a situação da Igreja em cada um dos cinco continentes: África, América, Ásia, Oceania e Europa. Os sínodos desenvolveram respostas aos desafios de santidade, evangelização e serviço que a Igreja em cada região enfrenta neste marco da história. Os sínodos prepararam a Igreja para o ano 2000 e terceiro milênio, promovendo uma “nova evangelização.”

## Recurso relacionado com a Constituição pendente para a União Europeia
O Papa João Paulo II pressionou por uma referência às raízes culturais cristãs da Europa no esboço da Constituição Europeia. Na Ecclesia in Europa, João Paulo II escreveu que ele "respeitou plenamente a natureza secular das instituições (europeias)". No entanto, ele queria que a Constituição da UE consagrasse os direitos religiosos, incluindo o reconhecimento dos direitos dos grupos religiosos de se organizarem livremente e de desfrutar do status legal de que gozam as instituições religiosas em cada Estado-Membro. "Desejo mais uma vez apelar àqueles que elaboram o futuro Tratado Constitucional Europeu para que inclua uma referência à religião e, em particular, à herança cristã da Europa", disse João Paulo II.